# Louison Danis
Pour les articles homonymes, voir Danis.
Louison Danis est une comédienne et metteuse en scène franco-ontarienne (Canada) née le 9 décembre 1951 à Ottawa.
Œuvrant sur la scène théâtrale québécoise depuis 1970, elle y a interprété plus d'une centaine de rôles. Sa popularité augmenta rapidement alors qu'elle obtint le rôle de Rita Bougon dans le feuilleton télévisé Les Bougon, c'est aussi ça la vie!.  Ce rôle lui valut le Prix Gémeaux 2004 pour le meilleur premier rôle féminin dans une comédie.
Elle est connue pour son côté excentrique, en particulier pour sa tenue vestimentaire et ses chapeaux. 

## Filmographie

### Télévision
- 1984-1988 : À plein temps : Maureen Adams
- 1989 : Jeux de société : Andrée Vézina
- 2004-2006 : Les Bougon, c'est aussi ça la vie! : Rita Bougon
- 2008 : Roxy : Paulette
- 2014 : 30 Vies : Marielle Cormier

### Cinéma
- 1994 : La Fête des Rois de Marquise Lepage
- 2001 : Hôtel des Horizons de Marc Cayer : Pauline
- 2006 : La Rage de l'ange de Dan Bigras : Denise
- 2007 : Comment survivre à sa mère (Surviving My Mother) d'Émile Gaudreault : Ginetta
- 2009 : Détour de Sylvain Guy : Pauline Courchesne
- 2010 : La Barricade de Carolyne Rhéaume : Madeleine Dubois
- 2011 : La Sacrée de Dominic Desjardins : Martine Bottineau
- 2016 : Votez Bougon de Jean-François Pouliot : Rita Bougon